# فرزان أطهري
فرزان أطهري (بالفارسية: فرزان اطهری) عارض أزياء ومذيع وممثل إيراني-السويدي من مواليد 26 يونيو 1984 بطهران. تم ضبط 21 غراما من الكوكايين بحوزته في دبي، لذلك حكم عليه بالسجن مدى الحياة ولكن حُكم على أطهري 10 عام في السجن خلال المحكمة الاستئنافية.

## روابط خارجية
- فرزان أطهري على موقع IMDb (الإنجليزية)